# Orzechów (Mazovie)
Pour les articles homonymes, voir Orzechów.
Orzechów (prononciation : [ɔˈʐɛxuf]) est un village polonais situé dans la gmina de Wierzbno dans le powiat de Węgrów et en voïvodie de Mazovie dans le centre-est de la Pologne.
Ce village se trouve à environ 5 kilomètres au nord-est de Wierzbno, 10 kilomètres au sud-ouest de Węgrów (chef-lieu du powiat) et à 64 kilomètres à l'est de Varsovie (capitale de la Pologne).

## Histoire
De 1975 à 1998, le village appartenait administrativement à la voïvodie de Siedlce.